# گله کور
گله کور، روستایی از توابع بخش بشارت شهرستان الیگودرز در استان لرستان ایران است.درمرزجغرافیایی استان لرستان وخوزستان قراردارد

## جمعیت
این روستا در دهستان ذلقی غربی قرار دارد و براساس سرشماری مرکز آمار ایران در سال ۱۳۸۵، جمعیت آن ۳۳ نفر (۵خانوار) بوده‌است.